# Hawza

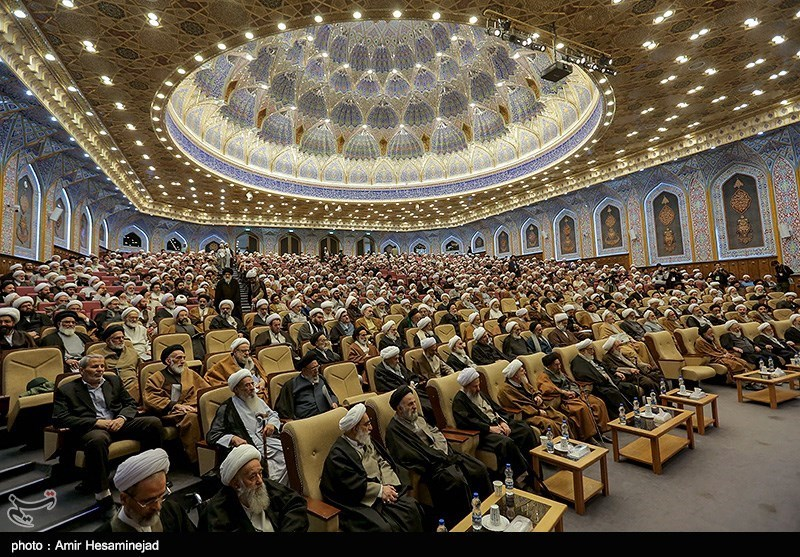
Föreläsare i hawza i Qom under ett årligt möte, år 2016.

En hawza är ett teologiskt seminarium för traditionella islamiska religionsstudier. Begreppet används traditionellt bland shiamuslimer. 
Najaf i Irak och Qom i Iran är två kända shiamuslimska centra som båda har väletablerad hawza.

## Hawzan i Najaf

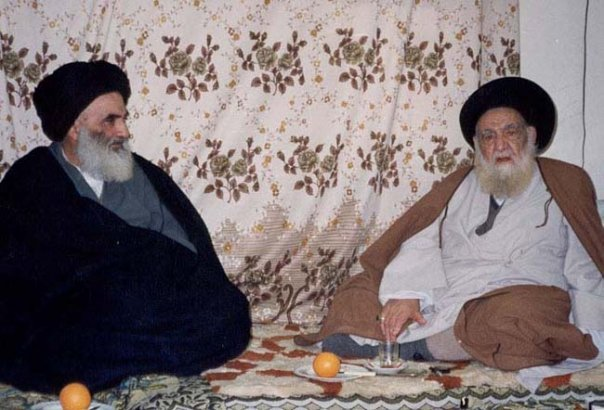
Ali al-Sistani (nuvarande ledare av hawzan i Najaf) och Abu al-Qasim al-Khoei (tidigare ledaren)

Hawzan i Najaf etablerades på 1000-talet av Sheikh Tusi (995-1067), och var centrum för shiamuslimska studier i över 1000 år tills det moderna Irak inrättades 1921, då en nedgång följde.  Sedan Saddams regerings fall har en återhämtning börjat men än så länge har Iraks prästseminarier endast några tusen studenter. För närvarande leder ayatolla Ali al-Sistani hawzan i Najaf.

## Hawzan i Qom
Även om Qom hade shia-akademier så tidigt som på 900-talet, blev hawzan i staden framträdande först när safaviderna på 1500-talet gjorde shiaislam till den officiella religionen i Iran. Berömda lärare från den tiden är Mulla Sadra och Sheikh Bahai.  Qoms moderna hawza grundades av Ayatollah Abdolkarim Haeri Yazdi och är knappt ett sekel gammal. I Irans seminarier finns nästan 300 000 präster. För närvarande leder ayatolla Mesbah Yazdi hawzan i Qom.

## Hawza för kvinnor
Det finns också ett antal hawzor för kvinnor, mestadels belägna i Iran. Redan i början av 1800-talet utbildades ett antal kvinnliga mujtahider i Qazvin. I Qom inrättades 1973 Dar al-Zahra som var en avdelning för kvinnor i det sedan tidigare etablerade seminariet Dar al-Tabligh som drevs av ayatolla Mohammad Kazem Shariatmadari.
Efter revolutionen 1979 centraliserades all utbildning av kvinnor i Qom till en skola, Jamiat al-Zahra , som hittills skrivit in 12.000 studenter. I resten av Iran har mer än 300 seminarier för kvinnor etablerats sedan revolutionen.

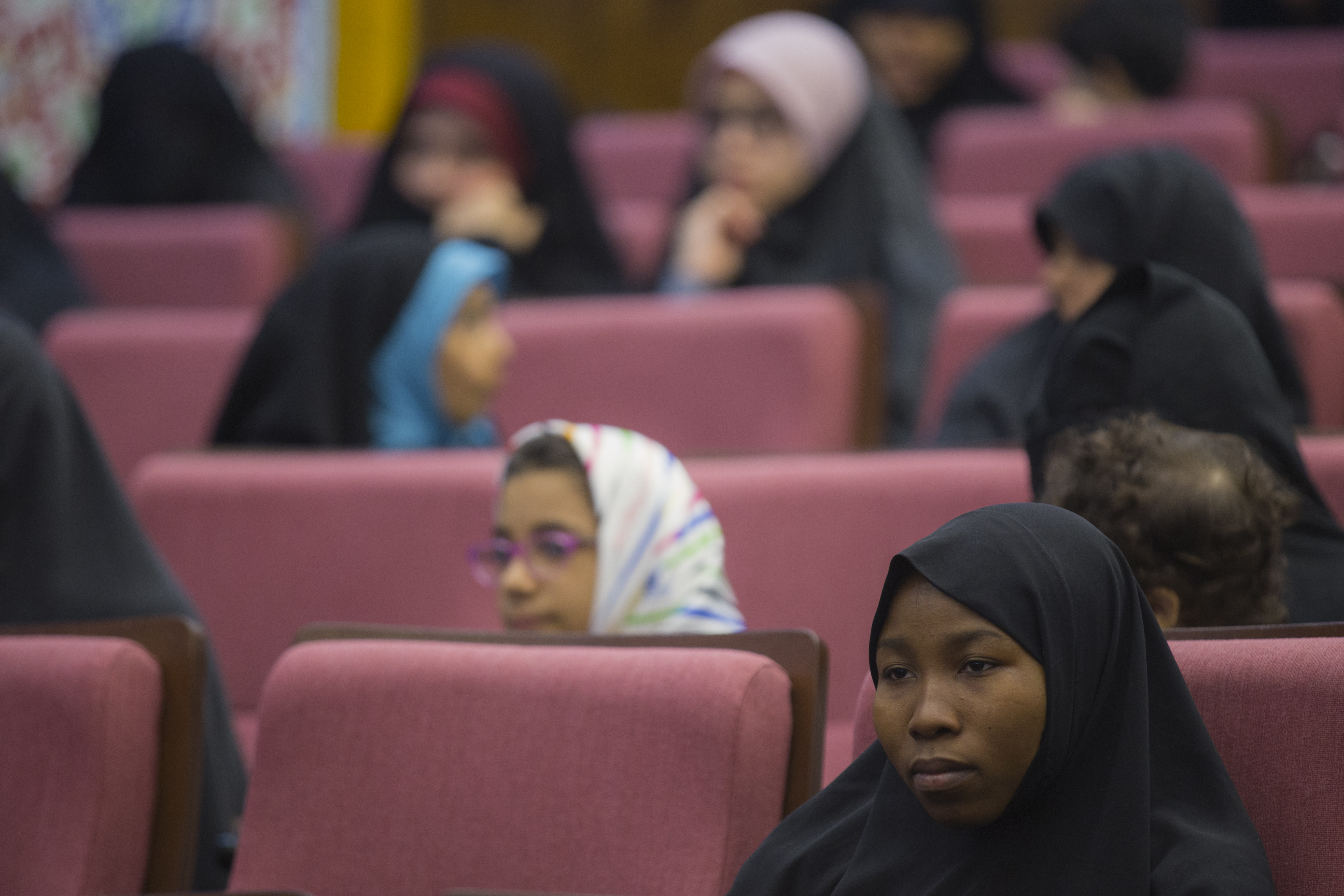
Kvinnor som sitter i publiken under en internationell korantävling för studenter i hawza.

Kvinnor kan bli mujtahid, men inte marja' al-taqlid.

## Galleri

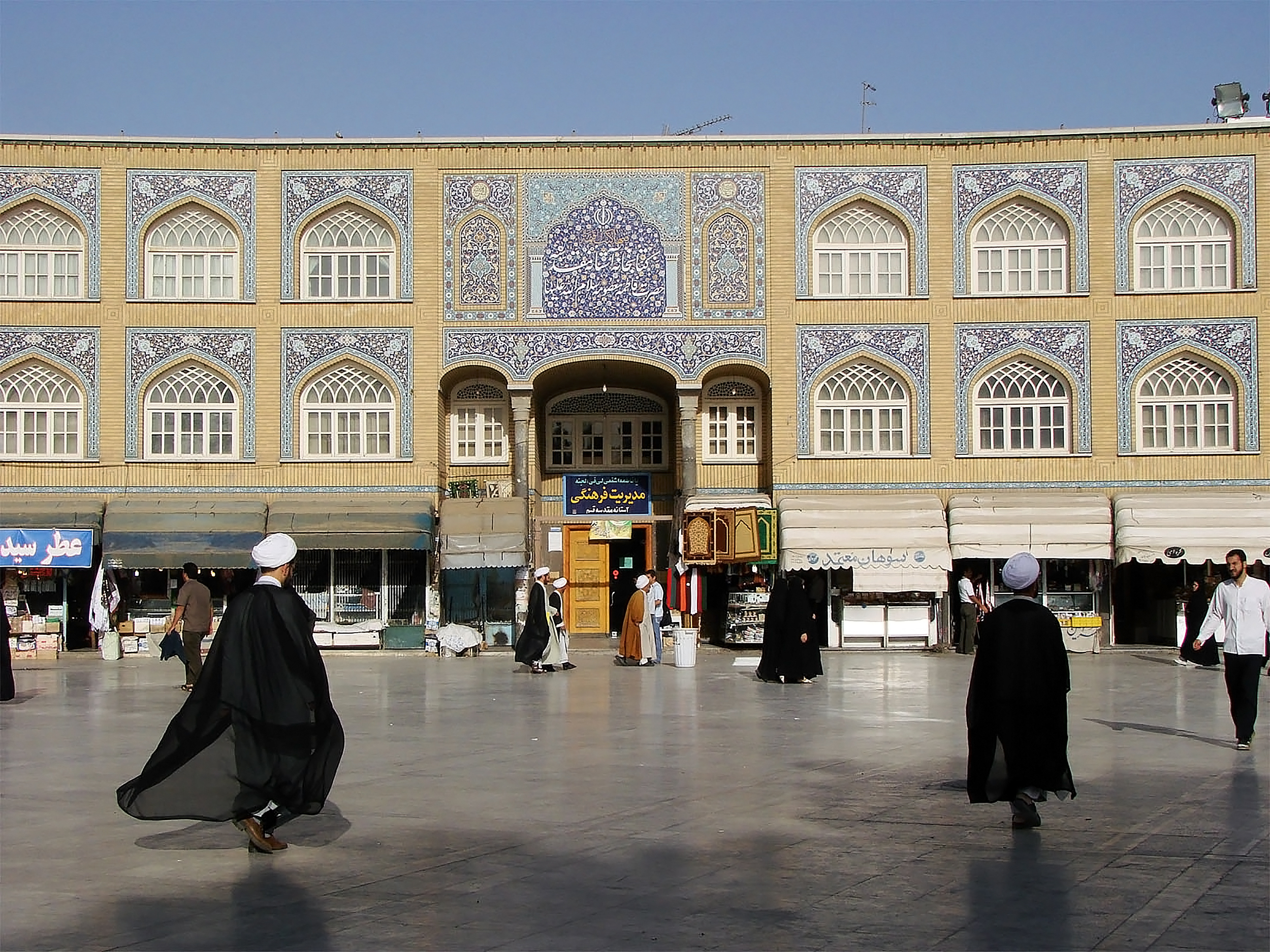
Ingången till den gamla Feyziyeh-skolan i Qom.
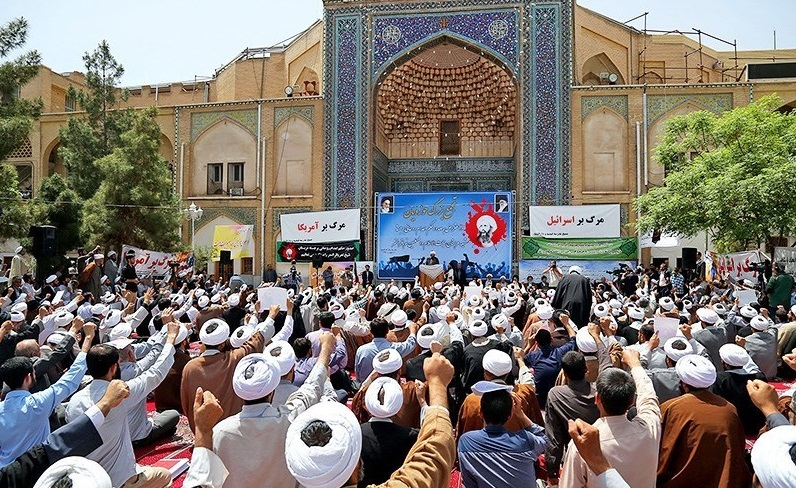
Insidan av Feiziye-skolan under en demonstration.
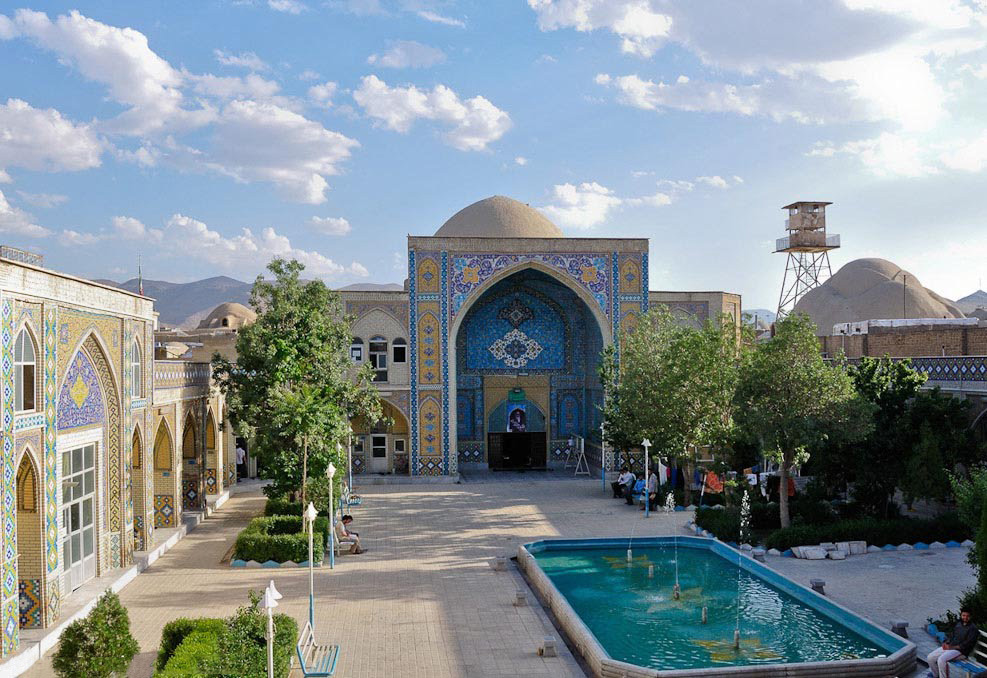
Imam Khomeinis seminarier i Arak, Iran.
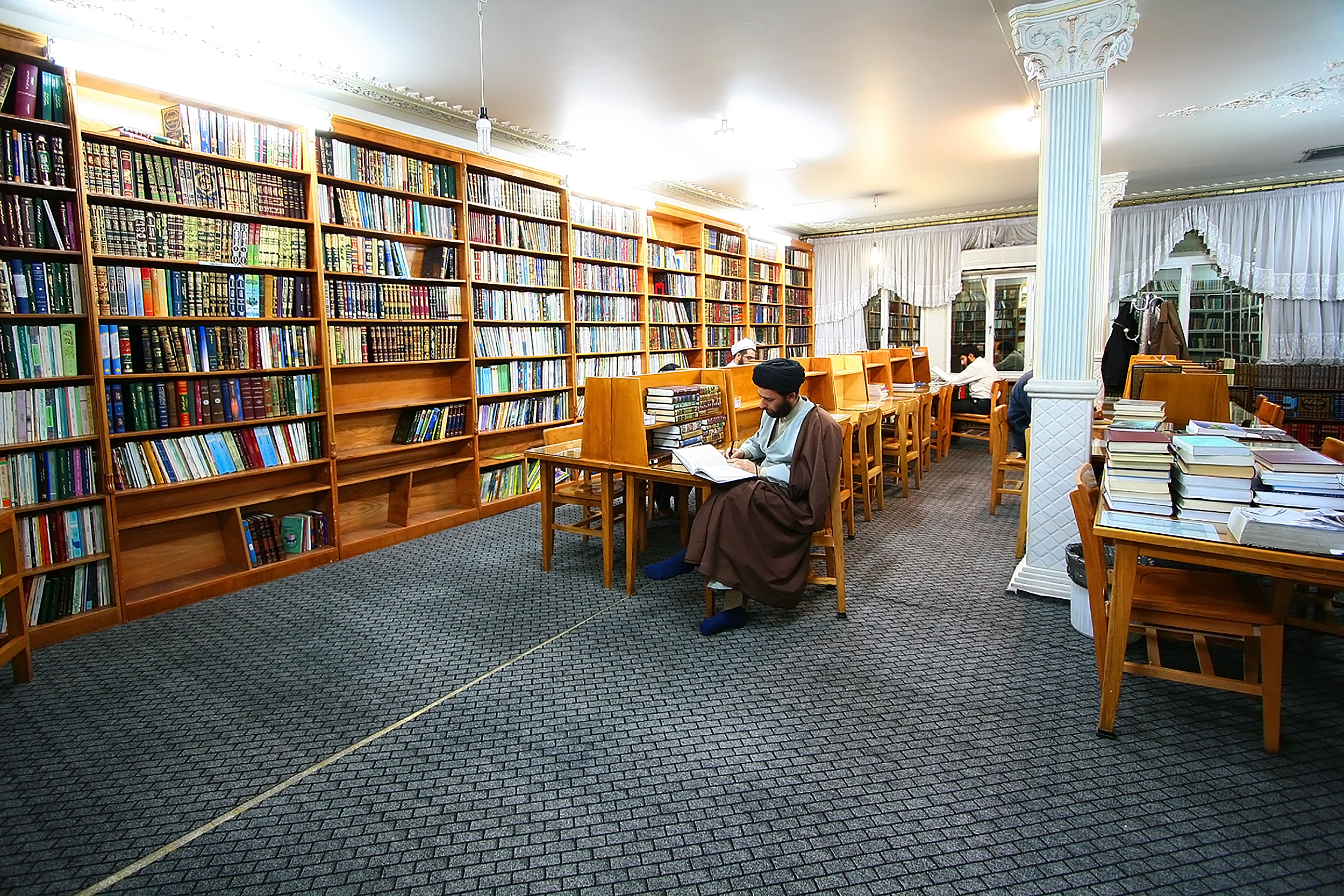
Ett bibliotek för koraniska vetenskaper i Qom.
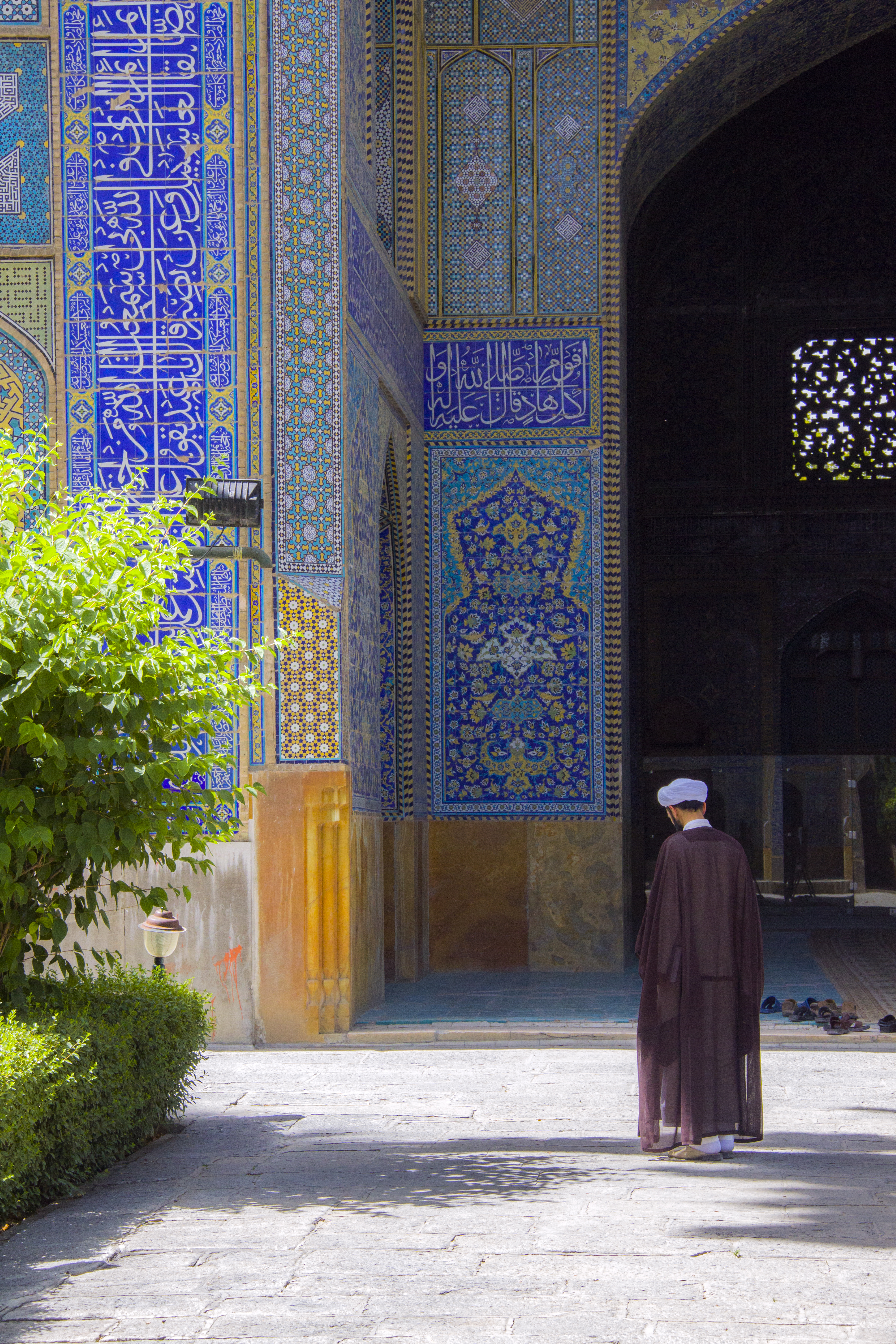
Skolan Chaharbagh i Esfahan.